# Нойляйнінген
Нойляйнінген (нім. Neuleiningen) — громада в Німеччині, розташована в землі Рейнланд-Пфальц. Входить до складу району Бад-Дюркгайм. Складова частина об'єднання громад Грюнштадт-Ланд.
Площа — 9,07 км2. Населення становить 792 ос. (станом на 31 грудня 2020).

## Галерея

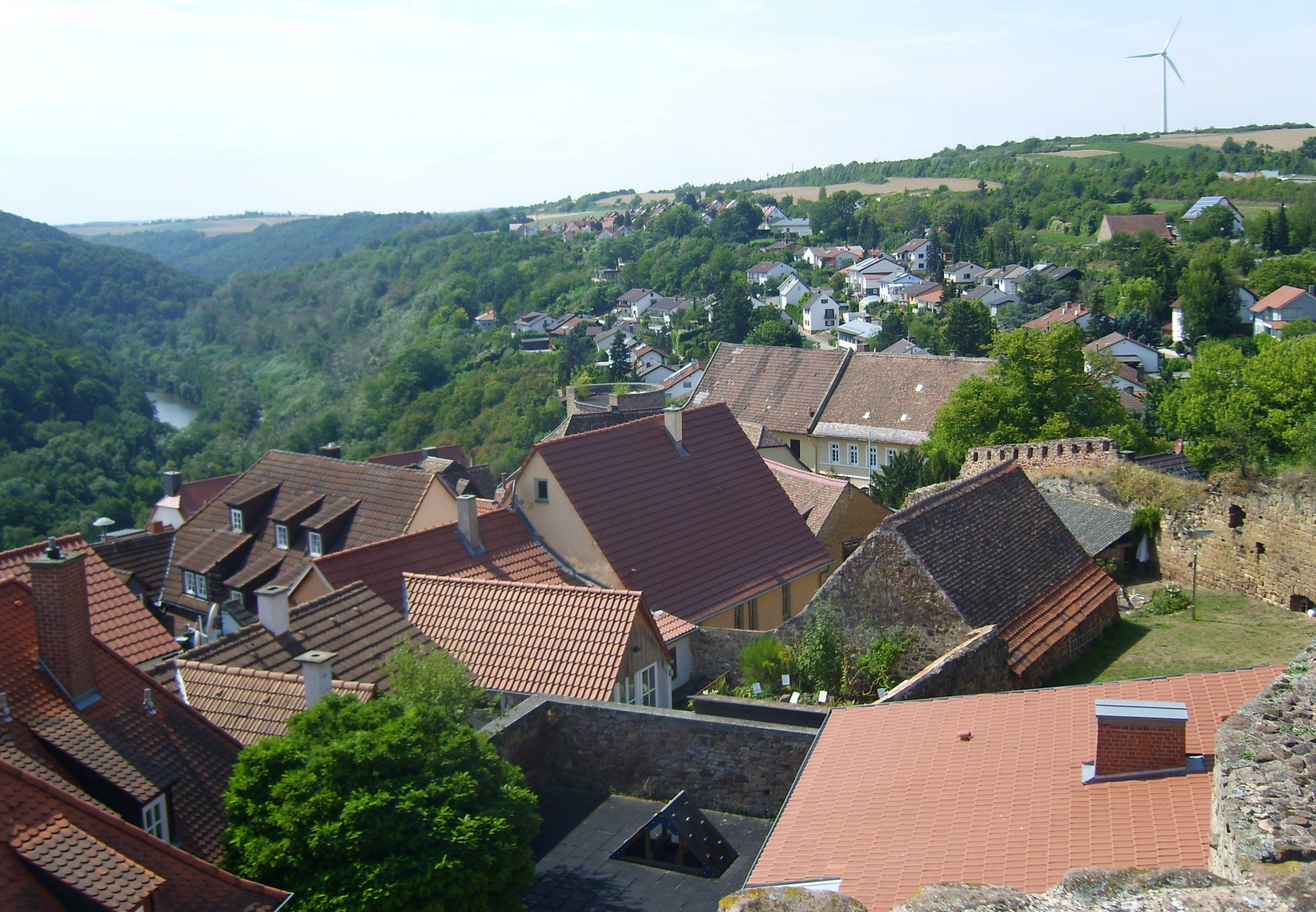
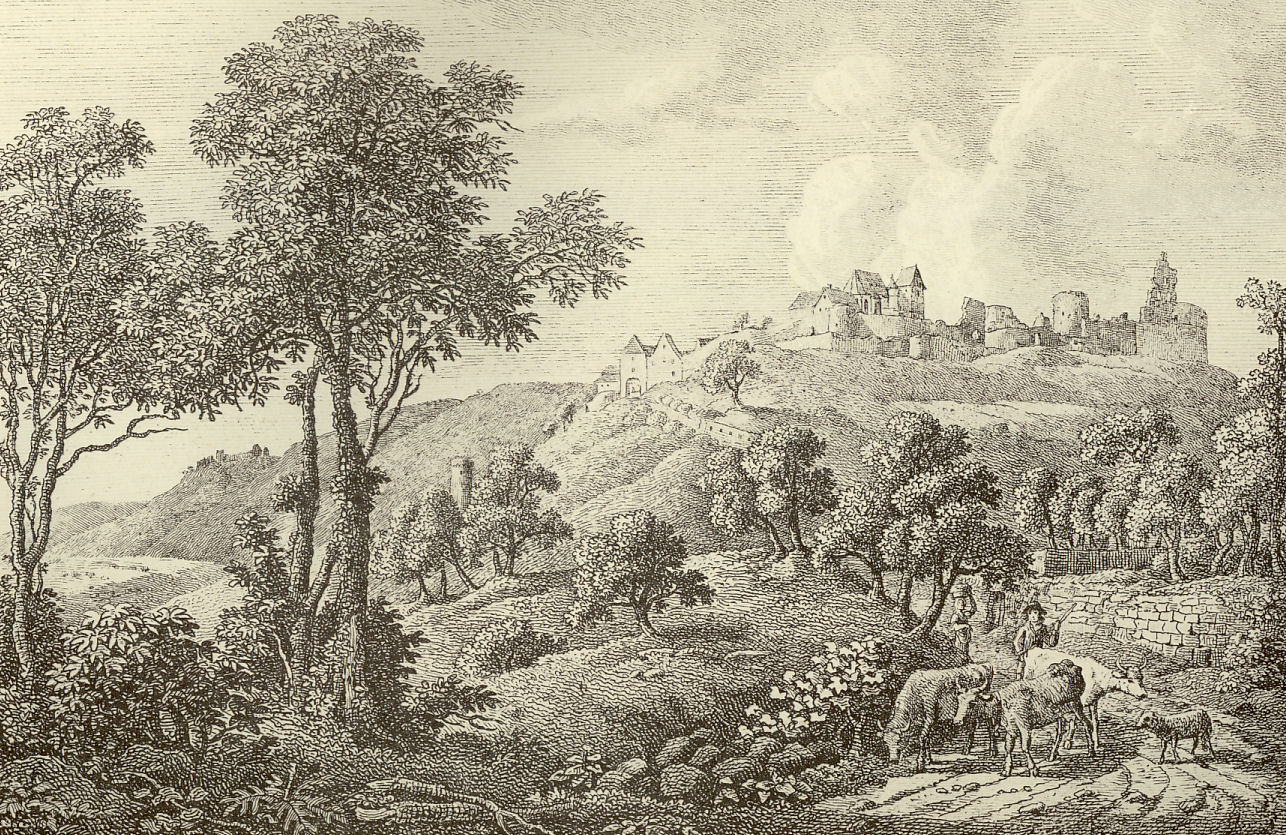
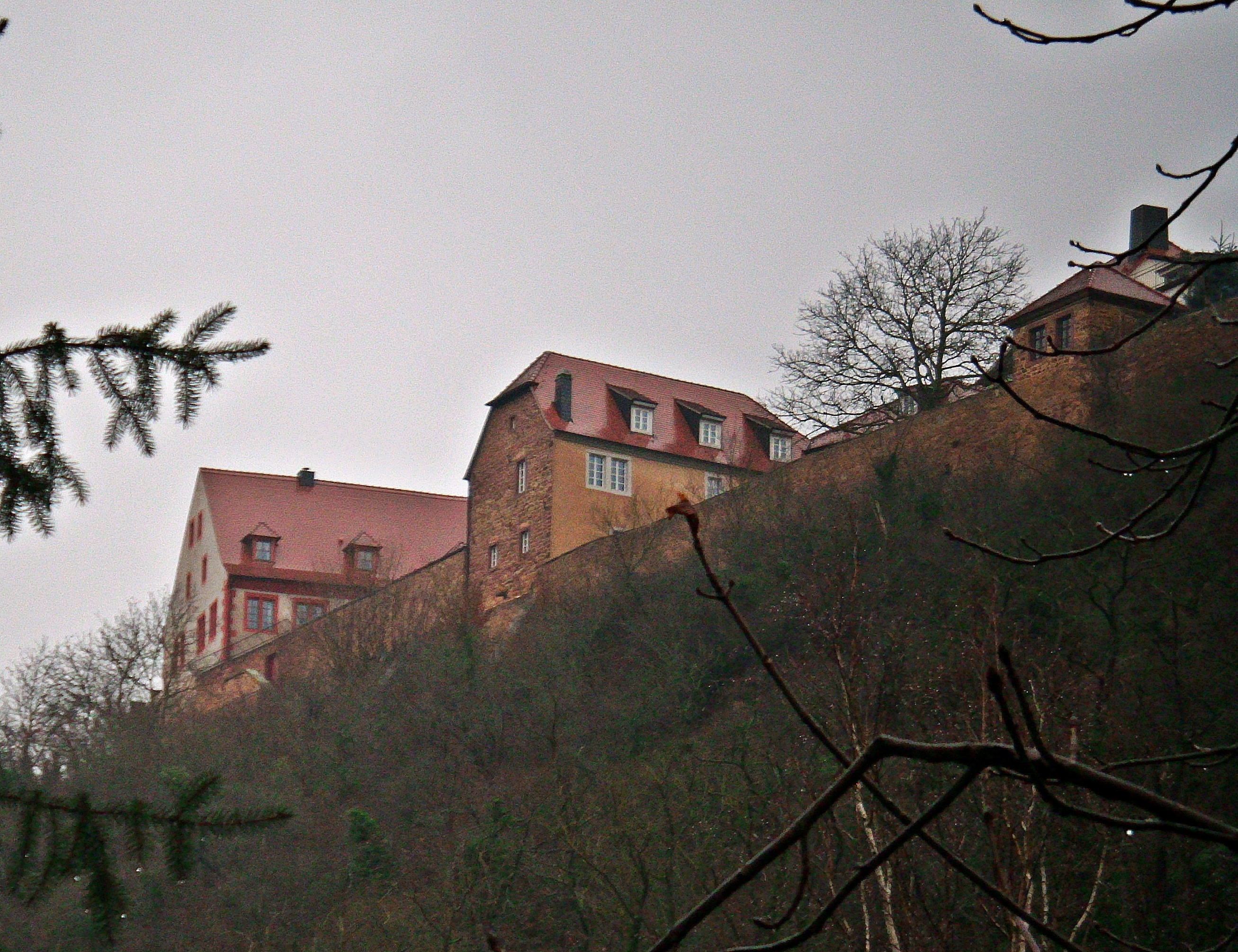
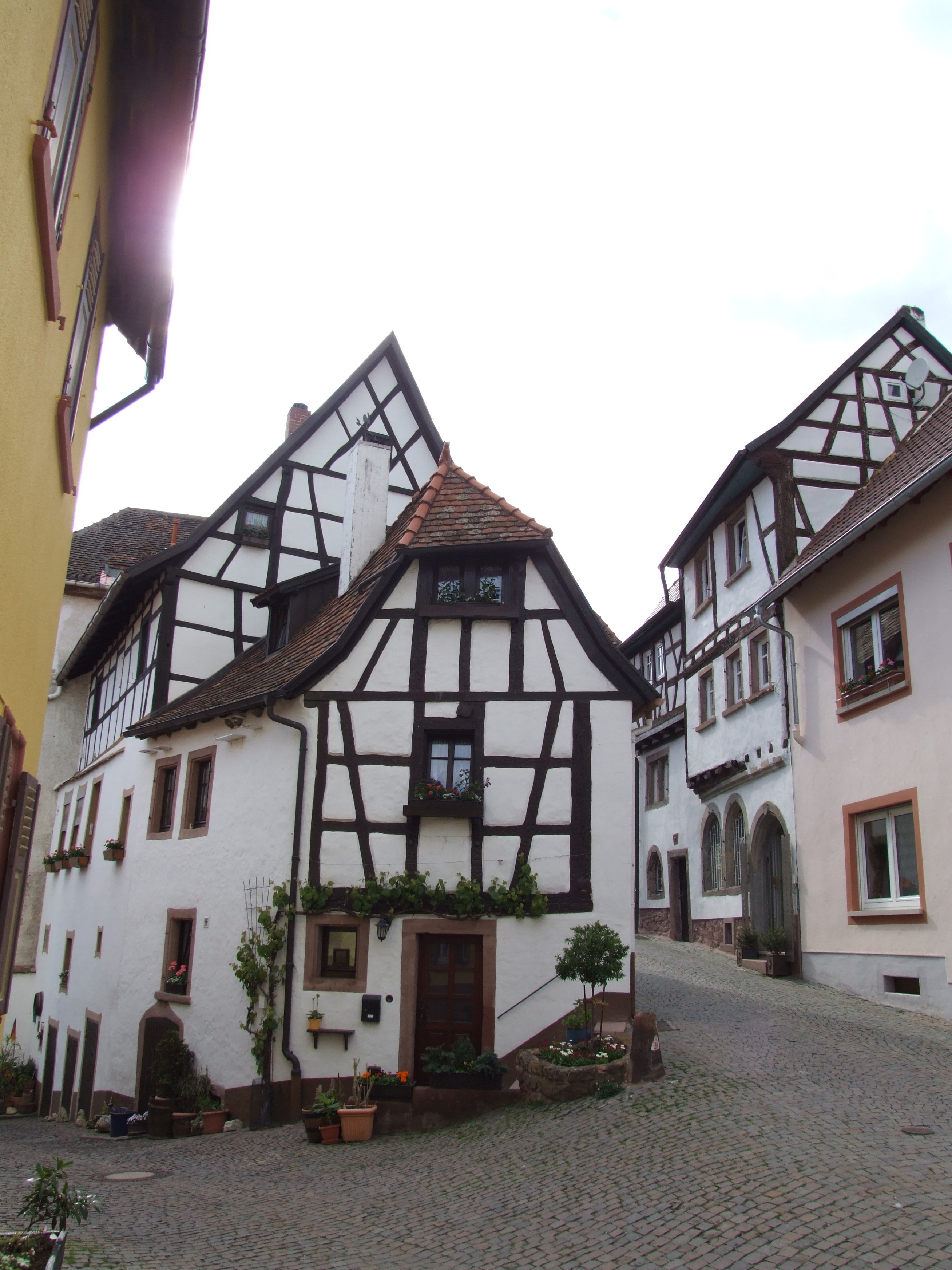
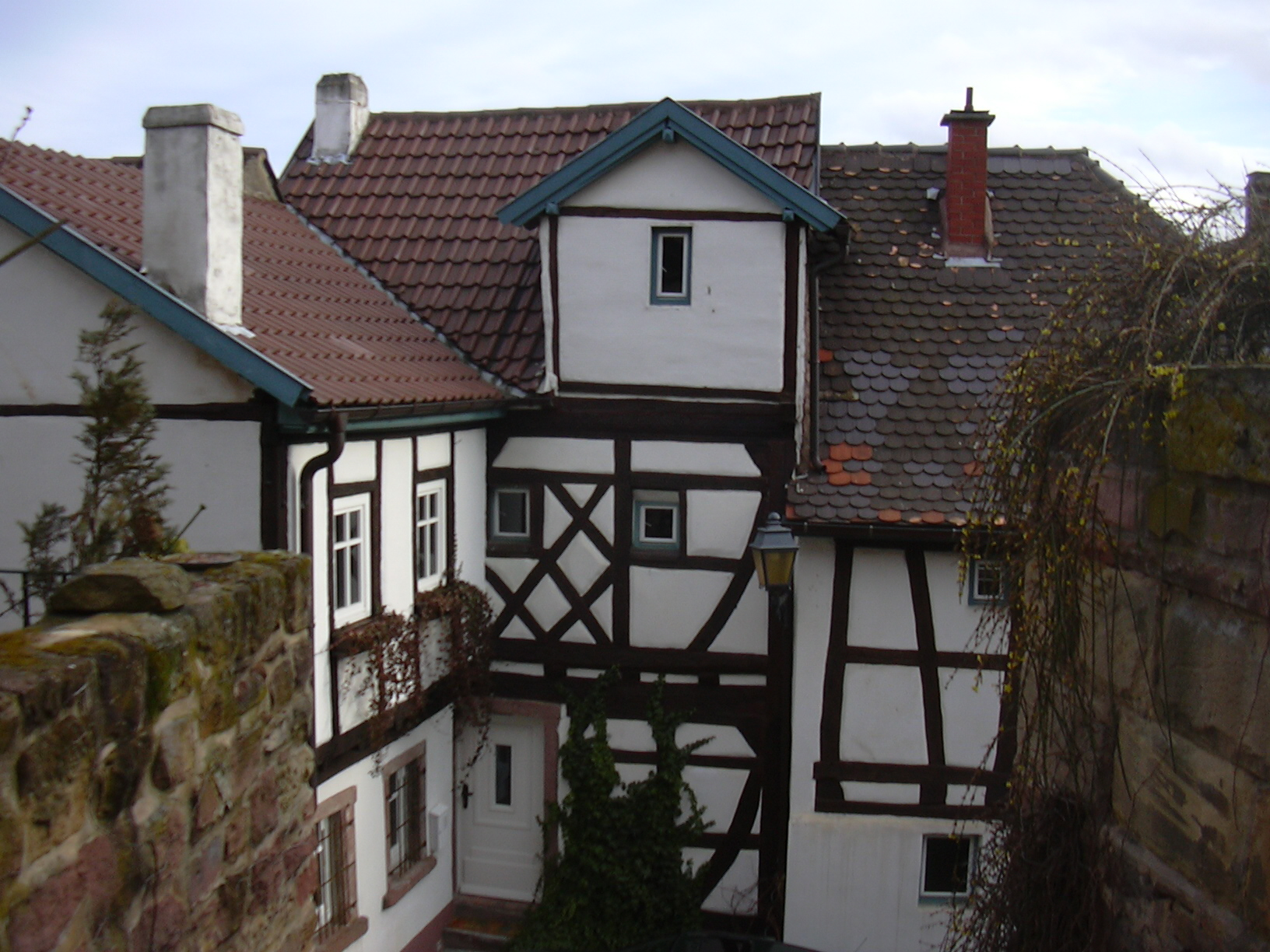